# Musca striatacta
Musca striatacta är en tvåvingeart som beskrevs av Awati 1916. Musca striatacta ingår i släktet Musca och familjen husflugor. Inga underarter finns listade i Catalogue of Life.